# Communauté de communes de l'Ouest roannais
La communauté de communes de l'Ouest roannais est une ancienne communauté de communes française, située dans le département de la Loire en région Rhône-Alpes. Elle a existé de 1993 à 2012.

## Historique
Le 1er janvier 2013, ses communes membres ont intégrée la communauté d'agglomération Roannais Agglomération.

## Composition
Elle était composée des communes suivantes :
| Nom                                | Code Insee | Gentilé       | Superficie (km2) | Population (dernière pop. légale) | Densité (hab./km2) |
| ---------------------------------- | ---------- | ------------- | ---------------- | --------------------------------- | ------------------ |
| Saint-Léger-sur-Roanne (siège)     | 42253      | Ligérots      | 4,51             | 1 119 (2014)                      | 248                |
| Lentigny                           | 42120      | Lentignois    | 11,30            | 1 671 (2014)                      | 148                |
| Ouches                             | 42162      | Ouchois       | 10,12            | 1 149 (2014)                      | 114                |
| Pouilly-les-Nonains                | 42176      | Pouillerots   | 10,23            | 2 006 (2014)                      | 196                |
| Renaison                           | 42182      | Renaisonnais  | 23,04            | 3 029 (2014)                      | 131                |
| Saint-Jean-Saint-Maurice-sur-Loire | 42239      | Jeanmauriçois | 23,57            | 1 133 (2014)                      | 48                 |
| Villemontais                       | 42331      | Villemontois  | 12,73            | 1 007 (2014)                      | 79                 |

## Sources
- Le SPLAF (Site sur la Population et les Limites Administratives de la France)
- La base ASPIC